# تام کلنسی اسپلینتر سل: نظریه آشوب
اسپلینتر سل تام کلنسی: نظریه آشوب (به انگلیسی: Tom Clancy's Splinter Cell: Chaos Theory) یک بازی ویدئویی در سبک مخفی‌کاری و عنوان سومین نسخه از مجموعه بازی‌های اسپلینتر سل است که توسط یوبی‌سافت تولید و انتشار یافت.